# Carex pilosa
Carex pilosa là một loài thực vật có hoa trong họ Cói. Loài này được Scop. mô tả khoa học đầu tiên năm 1772.

## Hình ảnh

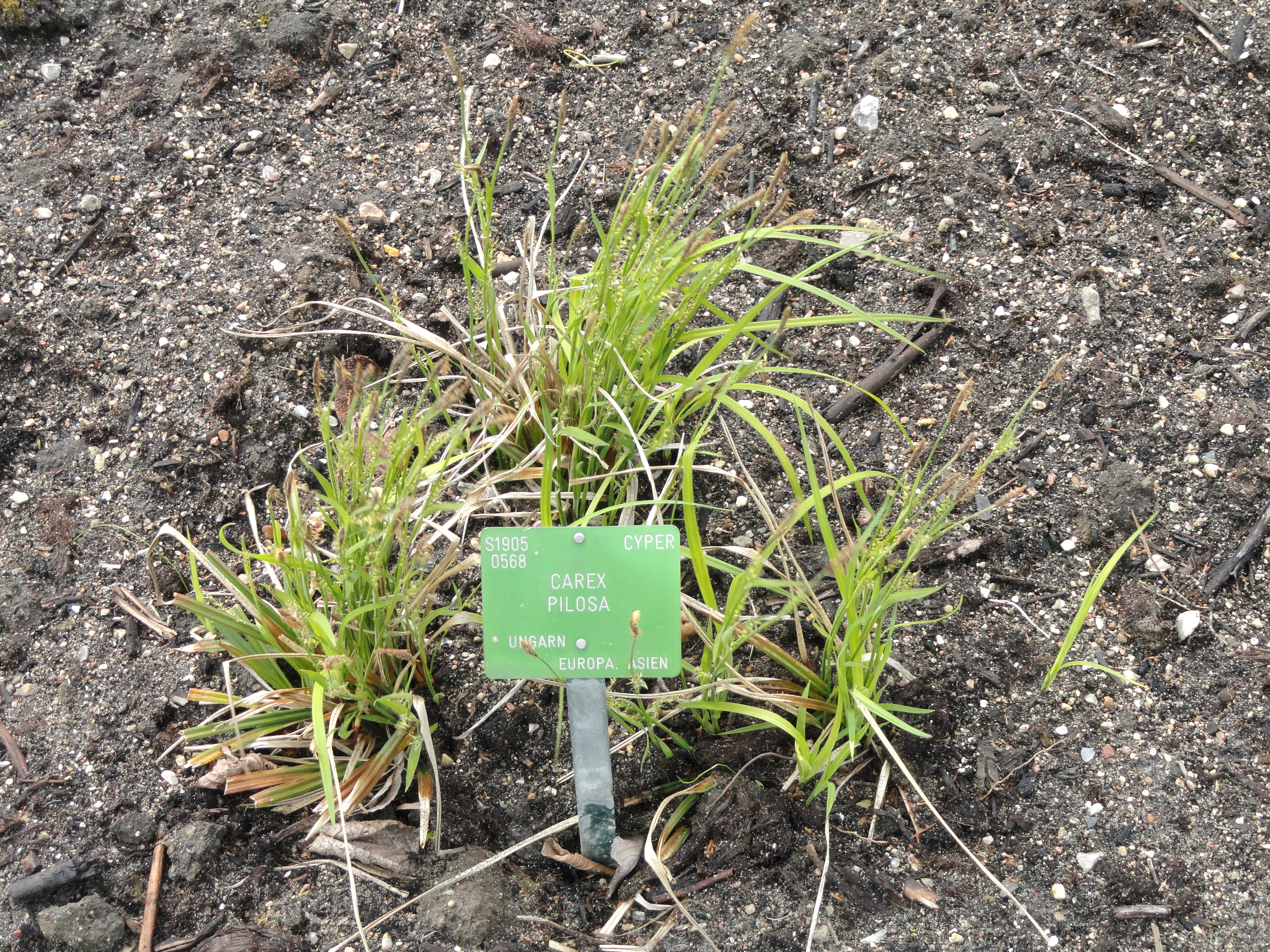
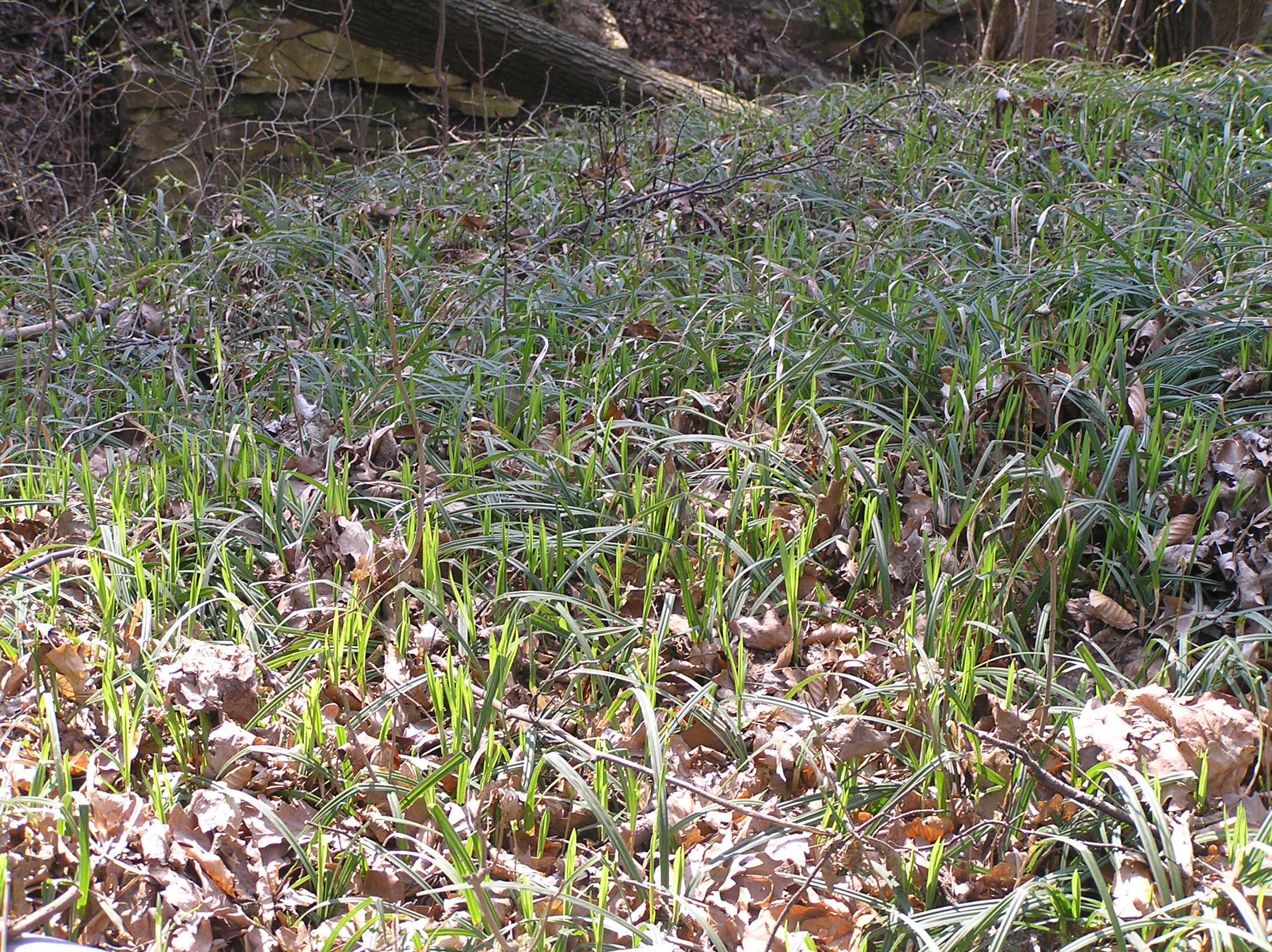
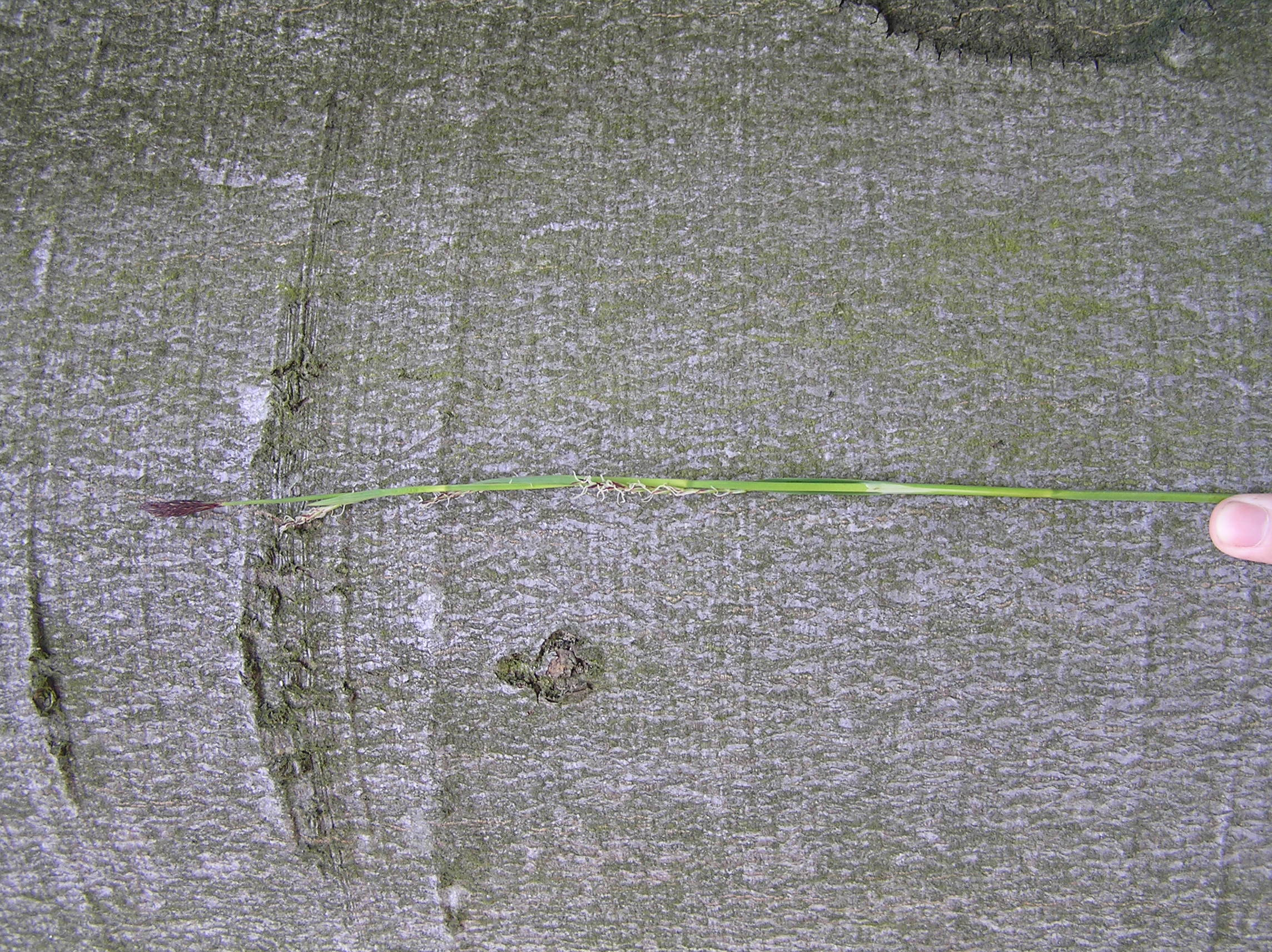
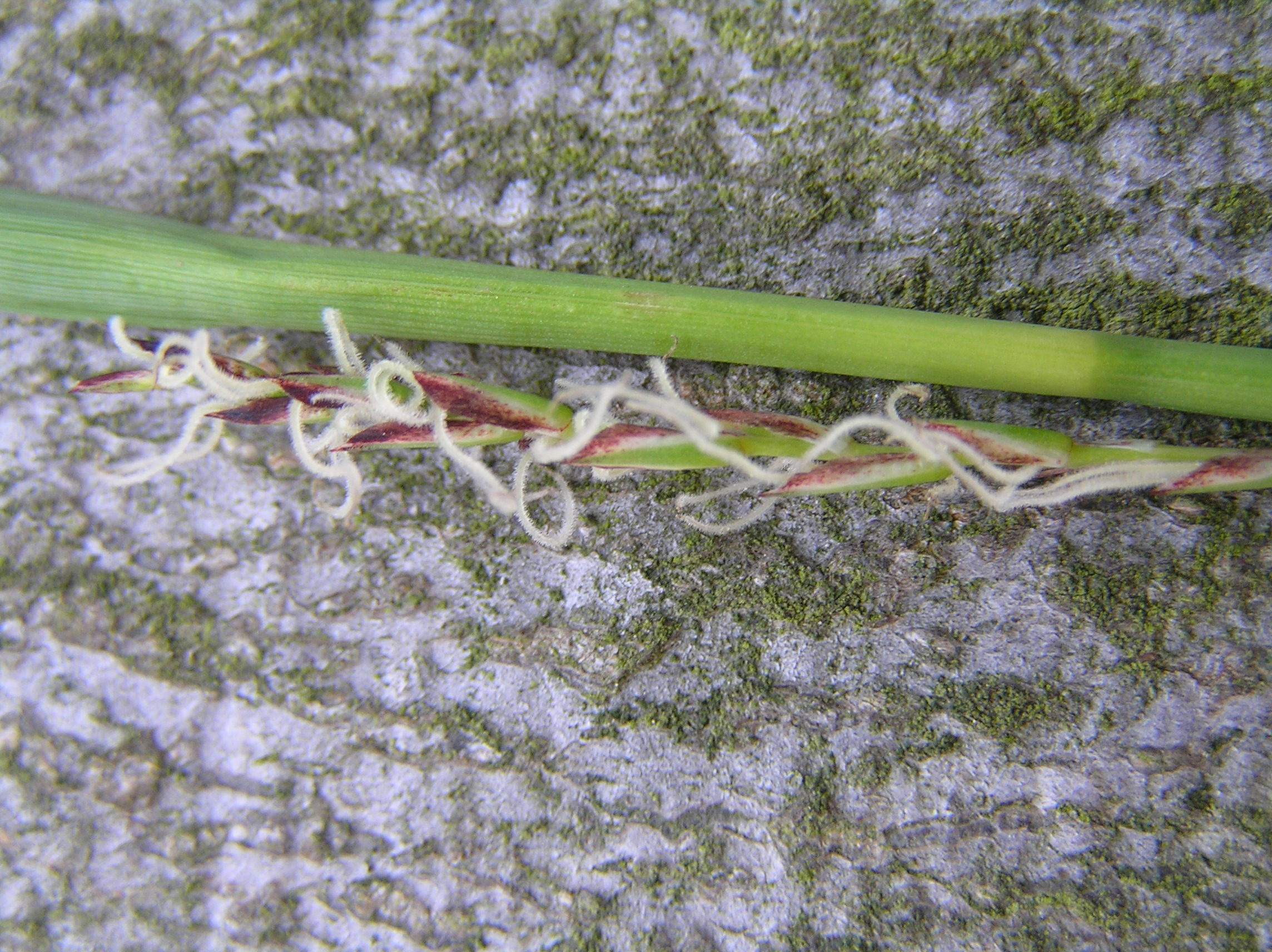